# إينيس بيشيتش
إينيس بيشيتش مواليد 5 يونيو 1963 في جمهورية يوغوسلافيا الاشتراكية الاتحادية، هو لاعب كرة قدم بوسني سابق كان يلعب كلاعب وسط.

## المسيرة الاحترافية

### أندية لعب لها
- النجم الأحمر بلغراد

## روابط خارجية
- إينيس بيشيتش على موقع قاعدة بيانات كرة القدم.إي يو (الإنجليزية)
- إينيس بيشيتش على موقع عالم كرة القدم.نت (الإنجليزية)